# Lijst van nummer 1-hits in de Nederlandse Single Top 100 in 2004
Deze hits stonden in 2004 op nummer 1 in de Mega Top 100 en vanaf 1 mei 2004 in de Nederlandse Single Top 100.
| Nummer | Datum        | Artiest                       | Titel                           |
| ------ | ------------ | ----------------------------- | ------------------------------- |
| 521    | 3 januari    | Frans Bauer                   | Heb je even voor mij            |
|        | 10 januari   | Frans Bauer                   | Heb je even voor mij            |
|        | 17 januari   | Frans Bauer                   | Heb je even voor mij            |
| 522    | 24 januari   | Marco Borsato                 | Afscheid nemen bestaat niet     |
|        | 31 januari   | Marco Borsato                 | Afscheid nemen bestaat niet     |
|        | 7 februari   | Marco Borsato                 | Afscheid nemen bestaat niet     |
| 523    | 14 februari  | Treble                        | Ramaganana                      |
| 524    | 21 februari  | Dinand Woesthoff              | Dreamer (Gussie's song)         |
|        | 28 februari  | Dinand Woesthoff              | Dreamer (Gussie's song)         |
|        | 6 maart      | Dinand Woesthoff              | Dreamer (Gussie's song)         |
| 525    | 13 maart     | Marco Borsato & Do            | Voorbij                         |
|        | 20 maart     | Marco Borsato & Do            | Voorbij                         |
|        | 27 maart     | Marco Borsato & Do            | Voorbij                         |
| 526    | 3 april      | Usher, Lil' Jon & Ludacris    | Yeah!                           |
|        | 10 april     | Usher, Lil' Jon & Ludacris    | Yeah!                           |
|        | 17 april     | Usher, Lil' Jon & Ludacris    | Yeah!                           |
|        | 24 april     | Usher, Lil' Jon & Ludacris    | Yeah!                           |
| 527    | 1 mei        | Eamon                         | F**k it (I don't want you back) |
|        | 8 mei        | Eamon                         | F**k it (I don't want you back) |
| 528    | 15 mei       | Boris                         | When you think of me            |
|        | 22 mei       | Boris                         | When you think of me            |
|        | 29 mei       | Boris                         | When you think of me            |
|        | 5 juni       | Boris                         | When you think of me            |
| 529    | 12 juni      | Counting Crows & BLØF         | Holiday in Spain                |
|        | 19 juni      | Counting Crows & BLØF         | Holiday in Spain                |
|        | 26 juni      | Counting Crows & BLØF         | Holiday in Spain                |
|        | 3 juli       | Counting Crows & BLØF         | Holiday in Spain                |
| 530    | 10 juli      | O-Zone                        | Dragostea din teï               |
|        | 17 juli      | O-Zone                        | Dragostea din teï               |
|        | 24 juli      | O-Zone                        | Dragostea din teï               |
|        | 31 juli      | O-Zone                        | Dragostea din teï               |
|        | 7 augustus   | O-Zone                        | Dragostea din teï               |
|        | 14 augustus  | O-Zone                        | Dragostea din teï               |
|        | 21 augustus  | O-Zone                        | Dragostea din teï               |
|        | 28 augustus  | O-Zone                        | Dragostea din teï               |
|        | 4 september  | O-Zone                        | Dragostea din teï               |
|        | 11 september | O-Zone                        | Dragostea din teï               |
|        | 18 september | O-Zone                        | Dragostea din teï               |
| 531    | 25 september | Marco Borsato & Ali B         | Wat zou je doen                 |
| 532    | 2 oktober    | André Hazes                   | Zij gelooft in mij              |
|        | 9 oktober    | André Hazes                   | Zij gelooft in mij              |
|        | 16 oktober   | André Hazes                   | Zij gelooft in mij              |
| 531    | 23 oktober   | Marco Borsato & Ali B         | Wat zou je doen                 |
|        | 30 oktober   | Marco Borsato & Ali B         | Wat zou je doen                 |
| 533    | 6 november   | Lange Frans & Baas B & Ninthe | Zinloos                         |
|        | 13 november  | Lange Frans & Baas B & Ninthe | Zinloos                         |
| 534    | 20 november  | Ch!pz                         | 1001 Arabian Nights             |
|        | 27 november  | Ch!pz                         | 1001 Arabian nights             |
|        | 4 december   | Ch!pz                         | 1001 Arabian nights             |
|        | 11 december  | Ch!pz                         | 1001 Arabian nights             |
|        | 18 december  | Ch!pz                         | 1001 Arabian nights             |
| 535    | 25 december  | Men2B                         | Bigger than that                |